# Escalon (Kalifornija)
Escalon je grad u američkoj saveznoj državi Kalifornija. Prema popisu stanovništva iz 2010. u njemu je živjelo 7,132 stanovnika.